# Општина Минерал де ла Реформа (Идалго)
Минерал де ла Реформа (шп. Mineral de la Reforma) општина је у Мексику у савезној држави Идалго. Општина се налази на надморској висини од 2439 м.

## Становништво
Према подацима из 2010. у општини је живело 127404 становника.

### Хронологија
| Година       | 2000                  | 2005                  | 2010                   |
| ------------ | --------------------- | --------------------- | ---------------------- |
| Становништво | 42223 (20252 / 21971) | 68704 (32968 / 35736) | 127404 (60921 / 66483) |

### Попис
| \| \| м \| \| \| ж \| \| 0—2 \| 3.227 \| \| \| 3.292 \| \| 3—5 \| 3.774 \| \| \| 3.714 \| \| 6—11 \| 7.518 \| \| \| 7.143 \| \| 12—14 \| 3.406 \| \| \| 3.367 \| \| 15—17 \| 3.503 \| \| \| 3.443 \| \| 18—24 \| 7.664 \| \| \| 8.423 \| \| 60+ \| 2.871 \| \| \| 3.621 \| \| Просек : \| 28,4 \| \| \| 29,8 \| |       |  |  |       |
| |       |  |  |       |
| | м     |  |  | ж     |
| 0—2 | 3.227 |  |  | 3.292 |
| 3—5 | 3.774 |  |  | 3.714 |
| 6—11 | 7.518 |  |  | 7.143 |
| 12—14 | 3.406 |  |  | 3.367 |
| 15—17 | 3.503 |  |  | 3.443 |
| 18—24 | 7.664 |  |  | 8.423 |
| 60+ | 2.871 |  |  | 3.621 |
| Просек : | 28,4  |  |  | 29,8  |

| #   | Индикатор                                                                                        | Вредност |
| --- | ------------------------------------------------------------------------------------------------ | -------- |
| 1   | Становништво од 0 до 2 године                                                                    | 6519     |
| 2   | Мушко становништво од 0 до 2 године                                                              | 3227     |
| 3   | Женско становништво од 0 до 2 године                                                             | 3292     |
| 4   | Становништво са 3 и више година                                                                  | 118534   |
| 5   | Мушко становништво са 3 и више година                                                            | 56513    |
| 6   | Женско становништво са 3 и више година                                                           | 62021    |
| 7   | Становништво са 5 и више година                                                                  | 113541   |
| 8   | Мушко становништво са 5 и више година                                                            | 54008    |
| 9   | Женско становништво са 5 и више година                                                           | 59533    |
| 10  | Становништво са 12 и више година                                                                 | 96385    |
| 11  | Мушко становништво са 12 и више година                                                           | 45221    |
| 12  | Женско становништво са 12 и више година                                                          | 51164    |
| 13  | Становништво са 15 и више година                                                                 | 89612    |
| 14  | Мушко становништво са 15 и више година                                                           | 41815    |
| 15  | Женско становништво са 15 и више година                                                          | 47797    |
| 16  | Становништво са 18 и више година                                                                 | 82666    |
| 17  | Мушко становништво са 18 и више година                                                           | 38312    |
| 18  | Женско становништво са 18 и више година                                                          | 44354    |
| 19  | Становништво од 3 до 5 година                                                                    | 7488     |
| 20  | Мушко становништво од 3 до 5 година                                                              | 3774     |
| 21  | Женско становништво од 3 до 5 година                                                             | 3714     |
| 22  | Становништво од 6 до 11 година                                                                   | 14661    |
| 23  | Мушко становништво од 6 до 11 година                                                             | 7518     |
| 24  | Женско становништво од 6 до 11 година                                                            | 7143     |
| 25  | Становништво од 8 до 14 година                                                                   | 16448    |
| 26  | Мушко становништво од 8 до 14 година                                                             | 8334     |
| 27  | Женско становништво од 8 до 14 година                                                            | 8114     |
| 28  | Становништво од 12 до 14 година                                                                  | 6773     |
| 29  | Мушко становништво од 12 до 14 година                                                            | 3406     |
| 30  | Женско становништво од 12 до 14 година                                                           | 3367     |
| 31  | Становништво од 15 до 17 година                                                                  | 6946     |
| 32  | Мушко становништво од 15 до 17 година                                                            | 3503     |
| 33  | Женско становништво од 15 до 17 година                                                           | 3443     |
| 34  | Становништво од 18 до 24 године                                                                  | 16087    |
| 35  | Мушко становништво од 18 до 24 године                                                            | 7664     |
| 36  | Женско становништво од 18 до 24 године                                                           | 8423     |
| 37  | Женско становништво од 15 до 49 година                                                           | 39272    |
| 38  | Становништво са 60 и више година                                                                 | 6492     |
| 39  | Мушко становништво са 60 и више година                                                           | 2871     |
| 40  | Женско становништво са 60 и више година                                                          | 3621     |
| 41  | Однос између мушкараца и жена                                                                    | 91.63    |
| 42  | Становништво од нуле до 14 година                                                                | 35441    |
| 43  | Становништво од 15 до 64 године                                                                  | 85593    |
| 44  | Становништво од 65 година и више                                                                 | 4019     |
| 45  | Просечан број деце                                                                               | 1.76     |
| 46  | Становништво рођено у ентитету                                                                   | 89300    |
| 47  | Мушко становништво рођено у ентитету                                                             | 42827    |
| 48  | Женско становништво рођено у ентитету                                                            | 46473    |
| 49  | Становништво рођено у другом ентитету                                                            | 35048    |
| 50  | Мушко становништво рођено у другом ентитету                                                      | 16565    |
| 51  | Женско становништво рођено у другом ентитету                                                     | 18483    |
| 52  | Становништво од 5 година и више резидентно у ентитету у јуну 2005. године                        | 100482   |
| 53  | Мушко становништво старосног доба од 5 година и више, резидентно у ентитету у јуну 2005. године  | 47467    |
| 54  | Женско становништво старосног доба од 5 и више година, резидентно у ентитету у јуну 2005. године | 53015    |
| 55  | Становништво од 5 година и више које је живело у другом ентитету у јуну 2005. године             | 11737    |
| 56  | Мушко становништво старије од 5 година које је живело у другом ентитету у јуну 2005. године      | 5722     |
| 57  | Женско становништво старије од 5 година које је живело у другом ентитету у јуну 2005. године     | 6015     |
| 58  | Становништво од 3 године и више које говори аутохтони језик                                      | 2357     |
| 59  | Мушко становништво старо 3 године и више које говори аутохтони језик                             | 1161     |
| 60  | Женско становништво старо 3 године и више које говори аутохтони језик                            | 1196     |
| 61  | Становништво од 3 године и више које говори аутохтони језик и не говори шпански језик            | 5        |
| 62  | Мушко становништво старо 3 године и више које говори аутохтони језик и не говори шпански         | 1        |
| 63  | Женско становништво старо 3 године и више које говори аутохтони језик и не говори шпански језик  | 4        |
| 64  | Становништво старо 3 године и више које говори аутохтони језик и шпански                         | 2118     |
| 65  | Мушко становништво старо 3 године и више које говори аутохтони језик и шпански                   | 1049     |
| 66  | Женско становништво старо 3 године и више које говори аутохтони језик и шпански                  | 1069     |
| 67  | Становништво од 5 година и више које говори аутохтони језик                                      | 2346     |
| 68  | Становништво од 5 година и више које говори аутохтони језик и не говори шпански језик            | 5        |
| 69  | Становништво од 5 година и више које говори аутохтони језик и говори шпански језик               | 2112     |
| 70  | Становништво у домородачким домаћинствима                                                        | 6037     |
| 71  | Становништво са ограничењима у активностима                                                      | 3286     |
| 72  | Становништво са ограниченим ходањем или кретањем, горе или доле                                  | 1755     |
| 73  | Становници са ограничењима вида, чак и уз кориштење сочива                                       | 912      |
| 74  | Становништво са ограничењима говора, комуникације или конверзације                               | 358      |
| 75  | Становништво са ограниченим слухом                                                               | 362      |
| 76  | Становништво са ограничењима при одевању, купању или јелу                                        | 219      |
| 77  | Становништво са ограничењима у опажању или учењу једноставних ствари                             | 210      |
| 78  | Становништво са менталним ограничењима                                                           | 336      |
| 79  | Становништво без ограничења активности                                                           | 121375   |
| 80  | Становништво од 3 до 5 година које не похађа школу                                               | 2919     |
| 81  | Мушко становништво од 3 до 5 година које не похађа школу                                         | 1492     |
| 82  | Женско становништво од 3 до 5 година које не похађа школу                                        | 1427     |
| 83  | Становништво од 6 до 11 година које не похађа школу                                              | 219      |
| 84  | Мушко становништво од 6 до 11 година које не похађа школу                                        | 114      |
| 85  | Женско становништво од 6 до 11 година које не похађа школу                                       | 105      |
| 86  | Становништво од 12 до 14 година које не похађа школу                                             | 175      |
| 87  | Мушко становништво од 12 до 14 година које не похађа школу                                       | 98       |
| 88  | Женско становништво од 12 до 14 година које не похађа школу                                      | 77       |
| 89  | Становништво од 15 до 17 година похађа школу                                                     | 5549     |
| 90  | Мушко становништво од 15 до 17 година похађа школу                                               | 2735     |
| 91  | Женско становништво између 15 и 17 година живота у школи                                         | 2814     |
| 92  | Становништво од 18 до 24 године похађа школу                                                     | 7086     |
| 93  | Мушко становништво од 18 до 24 године похађа школу                                               | 3464     |
| 94  | Женско становништво од 18 до 24 године похађа школу                                              | 3622     |
| 95  | Становништво од 8 до 14 година које не може да чита и пише                                       | 177      |
| 96  | Мушко становништво старосног доба од 8 до 14 година које не може да чита и пише                  | 98       |
| 97  | Женско становништво старосног доби од 8 до 14 година које не може да чита и пише                 | 79       |
| 98  | Становништво од 15 година и више које је неписмено                                               | 1681     |
| 99  | Мушко становништво од 15 година и више које је неписмено                                         | 562      |
| 100 | Женско становништво од 15 година и више које је неписмено                                        | 1119     |
| 101 | Становништво старо 15 и више година без школовања                                                | 1927     |
| 102 | Мушко становништво старо 15 и више година без школовања                                          | 701      |
| 103 | Женско становништво старо 15 и више година без школовања                                         | 1226     |
| 104 | Становништво старосног доба 15 и више година са непотпуним основним образовањем                  | 4113     |
| 105 | Мушко становништво старосног доба од 15 година и више са непотпуном основним образовањем         | 1773     |
| 106 | Женско становништво старосног доба 15 и више година са непотпуном основним образовањем           | 2340     |
| 107 | Становништво старо 15 и више година са комплетним основним образовањем                           | 8175     |
| 108 | Мушко становништво старо 15 година и више са комплетним основним образовањем                     | 3597     |
| 109 | Женско становништво старо 15 и више година са комплетним основним образовањем                    | 4578     |
| 110 | Становништво старосног доба 15 и више година са непотпуним средњим образовањем                   | 3155     |
| 111 | Мушко становништво старосног доба од 15 година и више са непотпуним средњим образовањем          | 1697     |
| 112 | Женско становништво старосног доба од 15 година и више са непотпуним средњим образовањем         | 1458     |
| 113 | Становништво старо 15 и више година са пуним секундарном образовањем                             | 19107    |
| 114 | Мушко становништво старосног доба од 15 година и више са пуним секундарном образовањем           | 9526     |
| 115 | Женско становништво старосног доба од 15 година и више са пуним секундарном образовањем          | 9581     |
| 116 | Становништво старије од 18 година са постосновним образовањем                                    | 49125    |
| 117 | Мушко становништво старије од 18 година са постосновним образовањем                              | 22842    |
| 118 | Женско становништво старије од 18 година са постосновним образовањем                             | 26283    |
| 119 | Просечна оцена школовања                                                                         | 11.03    |
| 120 | Просечан ниво образовања мушке популације                                                        | 11.13    |
| 121 | Просечан ниво образовања женског становништва                                                    | 10.94    |
| 122 | Економски активно становништво                                                                   | 56498    |
| 123 | Економски активна мушка популација                                                               | 33238    |
| 124 | Економски активна женска популација                                                              | 23260    |
| 125 | Становништво које није економски активно                                                         | 39670    |
| 126 | Мушко становништво које није економски активно                                                   | 11870    |
| 127 | Женско становништво које није економски активно                                                  | 27800    |
| 128 | Запослено становништво                                                                           | 54066    |
| 129 | Запослено мушко становништво                                                                     | 31568    |
| 130 | Запослено женско становништво                                                                    | 22498    |
| 131 | Незапослена популација                                                                           | 2432     |
| 132 | Незапослена мушка популација                                                                     | 1670     |
| 133 | Незапослена женска популација                                                                    | 762      |
| 134 | Становништво без права на здравствене услуге                                                     | 36068    |
| 135 | Становништво које има право на здравствене услуге                                                | 88861    |
| 136 | Становништво које има право на ИМСС                                                              | 48291    |
| 137 | Становништво које има право на социјално осигурање                                               | 20243    |
| 138 | Становништво које има право на државно социјално осигурање                                       | 1317     |
| 139 | Становништво које има право на опште осигурање или здравствено осигурање за нову генерацију      | 17131    |
| 140 | Становништво које је било једном или није било у браку током 12 година и више                    | 33561    |
| 141 | Венчано или уједињено становништво од 12 година и више                                           | 53876    |
| 142 | Становништво које је било у браку или уједињено 12 година и више                                 | 8824     |
| 143 | Становништво са католичком религијом                                                             | 102588   |
| 144 | Протестанти, еванђелисти и библијски следбеници различити од еванђелиста                         | 13709    |
| 145 | Становништво са другим религијама различитим од претходних                                       | 162      |
| 146 | Становништво без религије                                                                        | 6633     |
| 147 | Укупно пописаних домаћинства                                                                     | 35155    |
| 148 | Пописна домаћинства на челу са мушкарцима                                                        | 25849    |
| 149 | Пописна домаћинства на челу са женама                                                            | 9306     |
| 150 | Становништво у пописним домаћинствима                                                            | 125097   |
| 151 | Становништво у пописним домаћинствима на челу са мушкарцима                                      | 97017    |
| 152 | Становништво у пописним домаћинствима на челу са женама                                          | 28080    |
| 153 | Укупно домаћинстава                                                                              | 59050    |
| 154 | Укупно насељених домаћинстава                                                                    | 35924    |
| 155 | Укупно приватних кућа                                                                            | 58281    |
| 156 | Насељени приватни домови                                                                         | 35155    |
| 157 | Укупно насељених приватних кућа                                                                  | 35924    |
| 158 | Ненасељене приватне куће                                                                         | 16472    |
| 159 | Појединачна домаћинства за привремену употребу                                                   | 6654     |
| 160 | Становници у насељеним приватним кућама                                                          | 125097   |
| 161 | Насељеност станара у приватним становима                                                         | 3.56     |
| 162 | Просечно становника по соби у приватним насељеним домаћинствима                                  | 0.85     |
| 163 | Појединачна домаћинства са подовима од различитих материјала од земље                            | 34494    |
| 164 | Појединачна домаћинства у приземљу                                                               | 538      |
| 165 | Појединачна домаћинства са једном спаваћом собом                                                 | 7893     |
| 166 | Појединачна домаћинства са две спаваће собе и више                                               | 27190    |
| 167 | Појединачна домаћинства са једним собом                                                          | 716      |
| 168 | Појединачна домаћинства са две собе                                                              | 2526     |
| 169 | Појединачна домаћинства са 3 собе и више                                                         | 31797    |
| 170 | Појединачна домаћинства која имају електрично светло                                             | 34981    |
| 171 | Појединачна домаћинства која немају електрично светло                                            | 123      |
| 172 | Појединачна домаћинства која имају водоводну воду у стамбеном простору                           | 34216    |
| 173 | Појединачна домаћинства која немају водоводну воду у стамбеном простору                          | 834      |
| 174 | Појединачна домаћинства која имају тоалет                                                        | 34831    |
| 175 | Појединачна домаћинства која имају канализацију                                                  | 34797    |
| 176 | Појединачна домаћинства која немају канализацију                                                 | 244      |
| 177 | Појединачна домаћинства која имају електрично светло, довод воде из јавне мреже и канализацију   | 34000    |
| 178 | Појединачна домаћинства без икаквих услова                                                       | 85       |
| 179 | Појединачна домаћинства која имају радио                                                         | 31341    |
| 180 | Појединачна домаћинства која имају телевизор                                                     | 34379    |
| 181 | Појединачна домаћинства која имају фрижидер                                                      | 31771    |
| 182 | Појединачна домаћинства која имају машину за веш                                                 | 25887    |
| 183 | Појединачна домаћинства која имају аутомобил или комби                                           | 20849    |
| 184 | Појединачна домаћинства која имају рачунар                                                       | 16069    |
| 185 | Појединачна домаћинства која имају фиксну телефонску линију                                      | 16648    |
| 186 | Појединачна домаћинства која имају мобилни телефон                                               | 30497    |
| 187 | Појединачна домаћинства која имају приступ интернету                                             | 10621    |